# Jaciment arqueològic de Matacans
El jaciment de Matacans és un jaciment arqueològic situat al sud-oest del terme municipal d'Artés (Bages), inclòs a l'Inventari  del Patrimoni Arqueològic i Paleontològic de Catalunya.
Es troba al pla de Can Vila, molt a prop del límit municipal amb Calders.
La referència més antiga del lloc es troba en un document de l'any 889, on apareix el topònim villam Matacanis.
Estudis arqueològics indiquen que caldria situar el moment fundacional de Matacans vers els segles III o II aC, de manera que es podria tractar d'un poblat ibèric o ibero-romà, i sembla que era d'unes dimensions considerables.
Els seus excavadors divideixen les etapes cronològiques del jaciment en quatre fases: fase ibèrica i romana, fase alt medieval, fase baix medieval i fase de reaprofitament del mas i abandonament. Els únics testimonis ibèrics trobats corresponen a fragments ceràmics de la darrera fase del món ibèric (ss. III-I aC). L'element constructiu més antic del jaciment és un forn romà. Totes les construccions a un nivell superior d'aquest forn es van destruir per la construcció d'un mas, i amb les restes de la vil·la romana s'anivellà un esvoranc. La vil·la romana s'ha datat entre els segles I i VI d.C. La fase alt medieval està representada per una habitació i sitges, i es data entre els segles IX i XII. Les estructures corresponents al mas baix medieval, abandonat durant el segle xvi, són les més ben conservades.
L'any 1986 es van colgar les parets del jaciment amb terra per poder-hi conrear.